# Подсолнух скрытой инвалидности

лента программы и необязательный дополнительный бейдж

Подсолнух скрытой инвалидности (англ. Hidden Disabilities Sunflower) — британская программа и компания, созданные, чтобы помочь людям со скрытыми ограниченными возможностями ориентироваться и находить помощь в общественных местах. Основным элементом схемы является лента (возможно, с дополнительным бейджем) или браслет с изображением подсолнечника, который носит человек со скрытой инвалидностью. Подразумевается, что персонал организаций, поддерживающих работу с этой программой, должен быть обучен обращать внимание на таких людей и оказывать им дополнительные внимание и помощь, помогать с ориентацией и другими вопросами. В условиях эпидемии COVID-19 люди с со знаками программы могут быть освобождены от ношения масок.

## История и поддержка программы
Сама идея и схема её применения были созданы в 2016 году аэропортом Гатвик и различными благотворительными организациями. В апреле 2019 года Северо-Восточная железная дорога Лондона стала первой железнодорожной компанией, признавшей эту схему. К июлю 2020 года все британские железнодорожные компании приняли схему c подсолнечником. По состоянию на 2021 год схема принята некоторыми аэропортами в Соединенных Штатах, включая международный аэропорт Талсы и региональный аэропорт Центрального Иллинойса.
В Великобритании, наряду с транспортными компаниями, программу поддерживают некоторые магазины и туристические объекты.

## Распространение
Браслеты, ленты и бейджи «Подсолнух скрытой инвалидности» можно получить бесплатно в местах проведения мероприятий для инвалидов, в компаниях, поддерживающих программу или приобрести непосредственно на веб-сайте компании Hidden Disabilities Sunflower. Сама компания критиковала перепродажу своей продукции по завышенным ценам и продажу поддельной продукции на веб-сайтах, включая Amazon и eBay.

## Использование
Браслеты, ленты и бейджи «Подсолнух скрытой инвалидности» предназначены для того, чтобы сотрудники поддерживающих программу компаний могли увидеть, что у владельца есть скрытая инвалидность, и в результате может потребоваться больше времени на ориентацию, принятие решений или дополнительная помощь. Персонал этих компаний обучается определять браслеты и бейджи и помогать их владельцам.
Необязательный дополнительный бейдж может содержать более подробную информацию о его владельце — имя, контакты его близких и описание конкретной инвалидности.
Во время пандемии COVID-19 высказывалась обеспокоенность по поводу того, что люди, не имеющие инвалидности, злоупотребляли знаками программы, чтобы избежать ношения маски для лица. Компания критиковала эти злоупотребления, заявив, что только люди, которые считают, что у них действительно есть скрытая инвалидность (независимо от того, диагностирована она или нет), должны носить ленты, браслеты и бейджи программы.